# Глушки (Киевская область)
Глушки (укр. Глушки) — село, входит в Белоцерковский район Киевской области Украины.
Население по переписи 2001 года составляло 502 человека. Телефонный код — .
В селе родился Герой Советского Союза Василий Ковтун.

## Местный совет
09135, Киевская область, Белоцерковский район, село Глушки, улица Центральная, 39